# Antônio Poteiro
Antônio Batista de Sousa, mais conhecido como Antônio Poteiro,(Província do Minho,  Aldeia de Santa Cristina da Pousa (Braga), antiga província situada ao norte de Portugal, 10 de outubro de 1925 - Goiânia, Brasil, 8 de junho de 2010), foi um escultor português, ceramista e pintor, filho do ceramista português Américo Batista de Souzaque. Foi para o Brasil com um ano de idade, morou em São Paulo, Minas Gerais e radicou-se em Goiânia. É considerado um dos mestres da pintura primitiva brasileira.

## Biografia
Iniciou a vida artística como artesão, produzindo cerâmicas para o uso doméstico, máscaras e bonecos, de onde adveio o "Poteiro" de seu nome artístico vem de pote, ele fazia potes de flores. Incentivado por Siron Franco e Cléber Gouvea, começou a pintar em 1972. Em 1976, participou do documentário Artistas de Goiás, produzido pela Goiastur. Em 1978 lecionou cerâmica no Centro de Atividades do Sesc, no Rio de Janeiro. Dois anos depois, lecionou cerâmica nas Feiras Internacionais de Hanôver e Düsseldorf.
Em 1983 foi produzido o documentário Antônio Poteiro: o Profeta do Barro e das Cores, dirigido por Antônio Eustáquio. Em 1985 recebeu o prêmio da Associação Paulista de Críticos de Arte (APCA 1984) na categoria escultura. Em 1987 recebeu a comenda Oficialato da Ordem do Mérito, concedida pelo governo português. Um novo documentário sobre o artista foi produzido por Ronaldo Duque em 1991.
Em 2010, falece por parada cardíaca, depois de mais de vinte dias internado no Hospital Jardim América, em Goiânia, onde vivia desde 1955. Seu velório teve lugar no Cemitério Jardim das Palmeiras em Goiânia.

## Prêmios
Segundo seu site oficial recebeu as seguintes premiações:
- Prêmio de Aquisição no I Concurso Nacional de Arte Plástica da Caixa Econômica do Estado de Goiás (1970).
- Troféu Tioko" de Melhor Artista Plástico em Goiás (1975).
- Prêmio "FUNARTE" no IV Concurso Nacional de Artes Plásticas da Caixa Econômica do Estado de Goiás (1976).
- Grande Prêmio Prefeitura de Belo Horizonte (1982).
- Prêmio Associação Paulista de Críticos de Artes APCA (1984).
- Comenda Oficialato da Ordem do Mérito, recebida do Governo da República Portuguesa (1987).
- Prêmio de Cerâmica do Santuário da Arte Goiânia (1992).
- Medalha Ordem do Mérito Cultural. Brasil (1997).
- Medalha Henning Gustav Ritter, do Conselho Estadual de Cultura de Goiás (1999).
- Prêmio Unesco (2001).
- Troféu Jaburu - Conselho Estadual de cultura – Goiânia (2005).

## Referência
- LIMA, Beth; LIMA, Valfrido. Em Nome do Autor – Artistas Artesãos do Brasil. SP: Proposta Editorial 2008
- Pinturas e Esculturas de Antonio Poteiro
- Obras de Antônio Poteiro - UNESCO.
- Instituto Antonio Poteiro